# 埋葬式

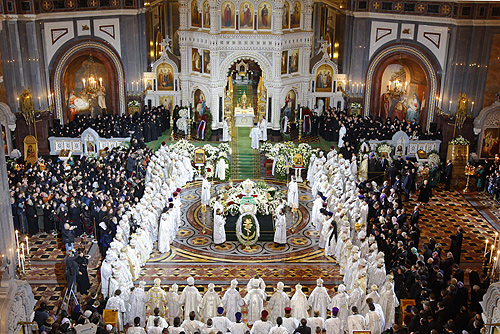
アレクシイ2世の埋葬式の模様（救世主ハリストス大聖堂）。基本的にパニヒダや埋葬式などでは、教衆は白色の祭服を着用するが、参列者は黒色の喪服を着用するのが一般的。

埋葬式（まいそうしき）は、正教会（ギリシャ正教）における葬儀を指す、日本正教会で用いられる正式名称。正教会の信徒が永眠すると、埋葬式はそれが行われる日の前晩にパニヒダが献じられた上で行われる。永眠者が、神から罪の赦しを得て天国に入り、神からの記憶を得て、永遠の復活の生命を与えられるように祈願するものである。なお、他教派のキリスト教の葬式も埋葬式と呼ばれる事がある。

## 概要

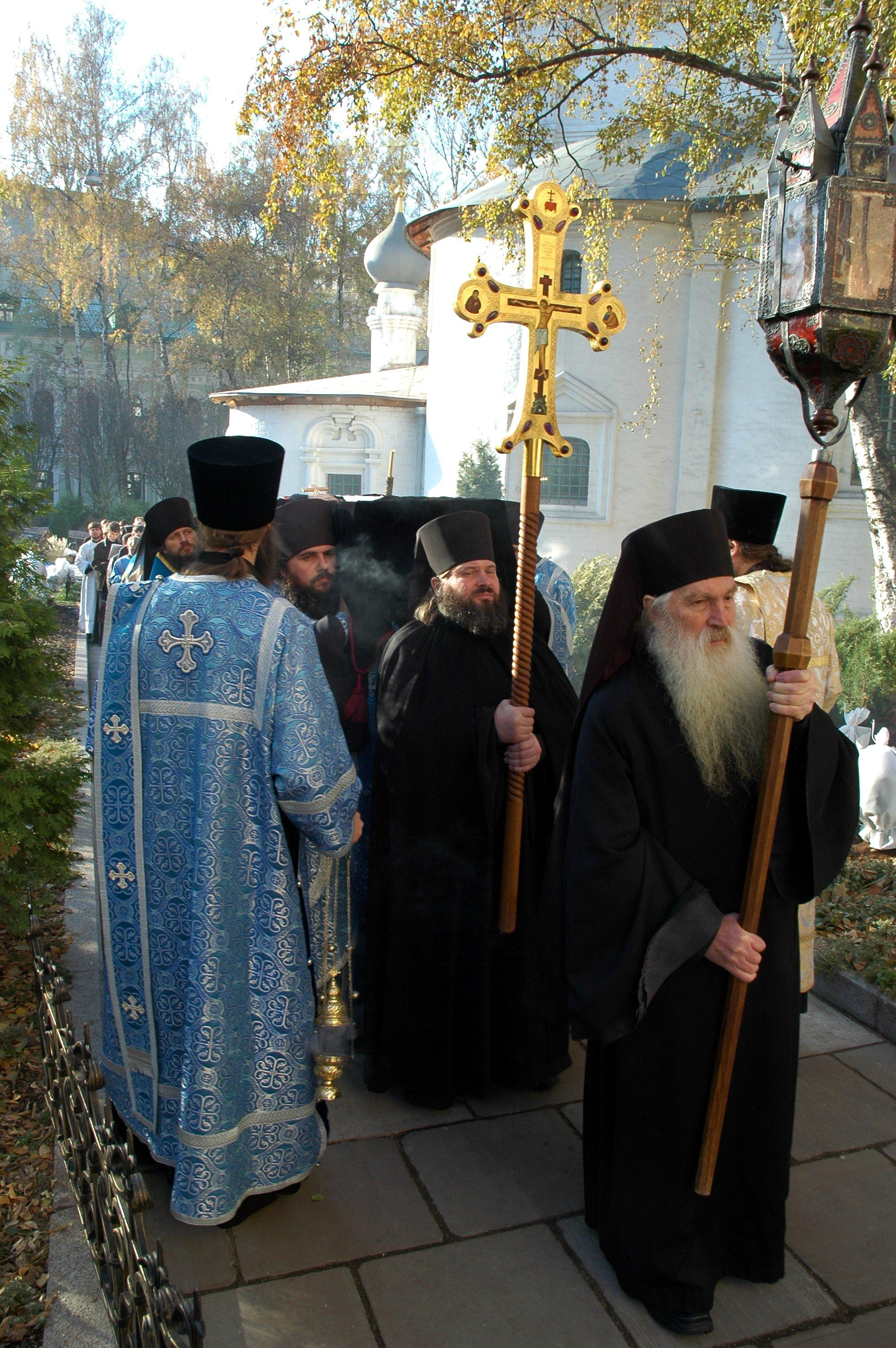
永眠した司祭の埋葬式で、棺を担いで十字行をする修道士たち。黒服の修道士達がクロブークを被っている。こうした十字行は神品埋葬の際に行われる事が多く、一般信徒の埋葬にはあまり行われない（モスクワの修道院、2005年）。

連祷と、無伴奏の聖歌によって構成されており、殆どの場合誦経の部分は省略される。信徒のためのものであって、未信徒の為には原則行われない。なお未信徒の永眠者の為には、異教人のパヒニダを以てこれに代える事がある。
なお、パニヒダ（通夜）・埋葬式に参祷することは信徒・未信徒の別を問わず、教会から奨励される。
冒頭に述べたように、連祷の輔祭による朗誦部分や、司祭による高声部分には、永眠者の罪の赦し、天国に入る事の許し、復活の生命を得ることの祈願と、永眠者を神と参祷者が記憶することが盛り込まれており、聖歌の部分もまた同様である。祈祷に際して永眠者の名を呼ぶ際には、聖名（洗礼名）が用いられ、俗名（一般でいう姓名）は用いられない。
日本正教会をはじめとして多くの教会で、埋葬式の祈祷文には省略が行われている。聖事経に書かれている埋葬式の祈祷次第を全て省略無しで行うとすると、パニヒダ同様、2時間から3時間はかかると見込まれる。それゆえ定着している埋葬式は、4分の1にも満たない分量で行われ、時間も1時間弱である事が殆どである。
信徒一般の為の埋葬式とは別に、「嬰児埋葬式」（永眠者が嬰児である場合に行われる）、「司祭埋葬式」（永眠者が司祭である場合に行われる）、「主教埋葬式」（永眠者が主教である場合に行われる）等があるが、これらは祈祷文の内容や長さに若干の変更があるものの、祈祷構成の骨格は殆ど同じである。
聖堂で行われる事が望ましいとされるが、諸々の事情から信徒の自宅や葬祭場で行われる事もある。

### 永遠の記憶
正教会のパニヒダと埋葬式は、輔祭（輔祭が居ない場合は司祭）が永眠者の霊（たましい）の安息を願う祈祷文を朗誦した後、「永遠の記憶、永遠の記憶、永遠の記憶」と三回歌われる聖歌を以て終結する。人を生かす、神による永遠の記憶が永眠者に与えられるように祈願する祈祷文である。

## 作法・習慣
日本正教会においては、各地の教会毎に微妙に異なる習慣があるので注意が必要であるが、大体以下のような注意点が挙げられる。これらの作法・習慣には精神的な意味合いが込められており、正教会の司祭はこれらの習慣を題材にして埋葬式の説教を行う事も多い。なお、この項では主に日本正教会の習慣について記述するので、海外正教会で必ずしも同様の習慣が守られている訳ではない事に注意されたい。

### 日本語での用語・言葉
- 当然の事ながら、他教派のキリスト教の教会と同様、「御仏前」や「仏様」と言った言葉は避けなければならない。香典等に用いる文言は「お花料」が基本である。
- 「逝去」「亡くなった」「故人」という語は原則用いられない。正教会では人の死を「復活の生命が与えられる来世までの一時的な眠り」と捉えることから、それぞれ「永眠」「永眠された」「永眠者」の語が好ましいとされる。また「帰天」「召天」はそれぞれカトリック教会とプロテスタントの用語であって正教会では絶対に用いられない。
- 日常的に教会に通っている信徒の場合、教会内では聖名（洗礼名）で呼ばれる事が多い。例えばワシリイという聖名を持つ鈴木太郎の場合、「ワシリイさん」もしくは「ワシリイ鈴木さん」と呼ばれる。挨拶や弔電等で永眠者の名を口にする際に聖名も合わせて「永眠されたワシリイ鈴木太郎さん」のように告げれば、教会での永眠者の知人達にも永眠者のイメージが違和感無く呼び起こされる事になる。日本正教会では「聖名・姓・名」の順でフルネームとなっている。
- 日本正教会では「イエス・キリスト」は「イイスス・ハリストス」と呼ばれる。現代ギリシャ語・ロシア語に準拠した音写である。

### 埋葬式中の起立姿勢
正教会の奉神礼（礼拝）は立って行うことが基本である。起立する姿勢は伝統的に「復活の生命に与って立つ」ことを象徴するとされるからである。従って司祭・輔祭・詠隊（聖歌隊）は勿論、参祷者も埋葬式の間は継続して立ち続ける事が求められている。ただし無論、身体障害者や高齢の参祷者はこの限りではない。

### 香炉・炉儀

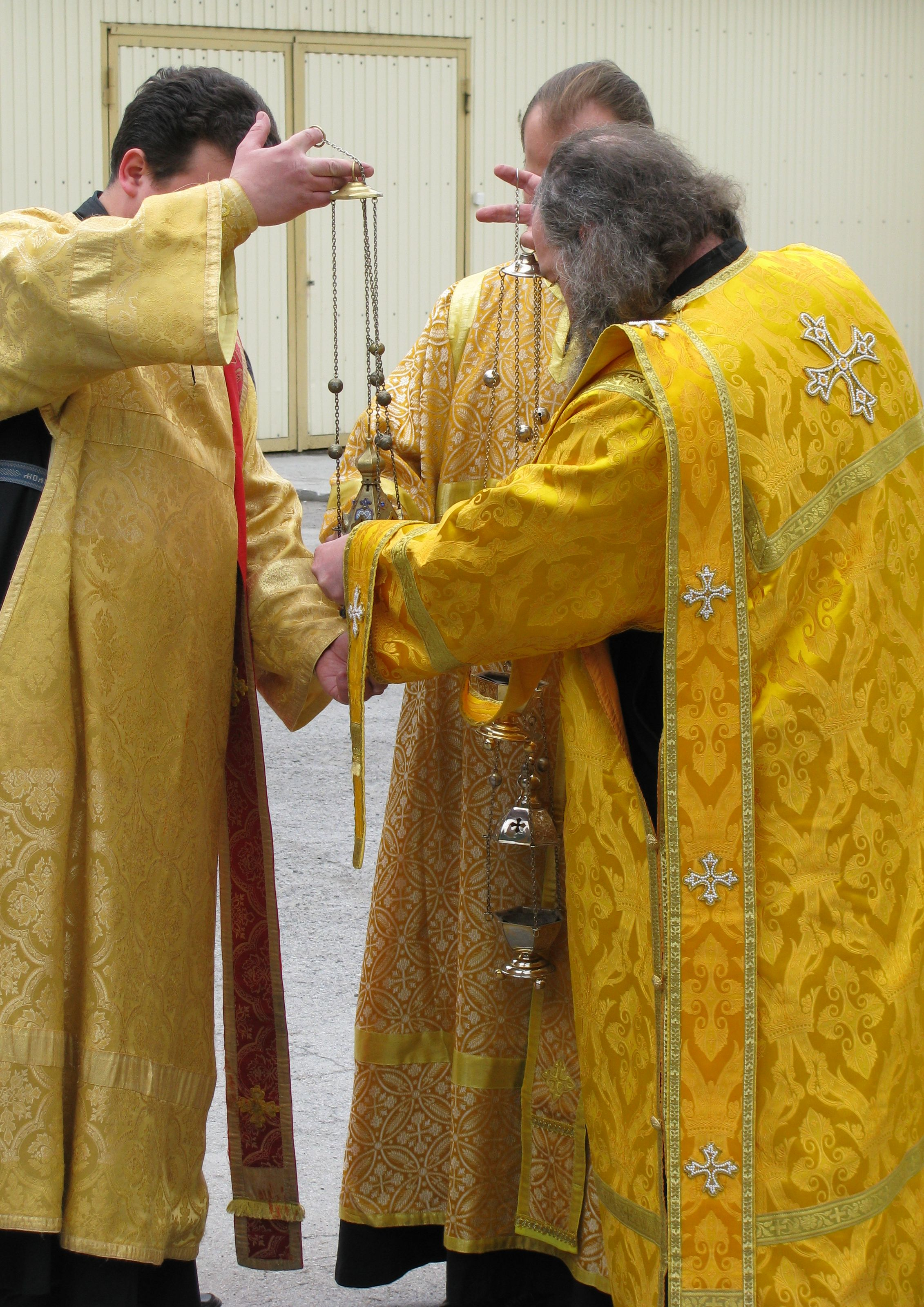
振り香炉を準備する三人の輔祭。ステハリを着用し、オラリと呼ばれる帯を肩から垂らしている。

仏式の葬儀と異なり、参祷者による焼香の習慣は無い。参祷者による永眠者への捧げ物としては、献花の習慣がある（後述）。
但し正教会の奉神礼では香炉は頻繁に用いられる。「振り香炉」と呼ばれる、鎖に下げられた香炉を輔祭もしくは司祭が振り、炉儀と呼ばれる動作を行う。この時の香煙は、参祷者の祈りを象徴するとされる。香炉には乳香が用いられ、独特の香りを伴う。

### 献花に際して
正教会でも香炉は用いられて大切な習慣と位置付けられるが、香炉を扱うのは司祭と輔祭であり、参祷者が香炉に触れる事は無い。参祷者が永眠者と対面する際には、棺への献花の習慣がある。埋葬式の後半に献花が行われる。参祷者は係の者から受け取った花を棺の中に入れる。この時、聖歌が歌われていることが多い。
他教派と同様、正教会では遺体を穢れたものとして考えない。遺体を収めた棺は聖堂（葬祭場で行われる事もある）の中央に、足が至聖所に向いた状態で置かれ（立ち上がった時の祈りの姿勢の正面が至聖所に向くようにとの意）、参祷者から永眠者の姿が見える事も多い。
合掌する・手を合わせる習慣は正教会には無い。十字を2度描いてから棺に花を入れ、永眠者の額に巻かれている紙製のイコンに接吻し（ただしこの接吻は日本正教会ではあまり行われていない）、十字をもう一度描いてお辞儀をし、次に親族にお辞儀をするのが信徒のやり方である。
ただし未信徒の場合は信徒と同様の作法を守る必要は無い。お辞儀をして花を棺に入れ、もう一度お辞儀をし、次に親族にお辞儀をするのが一般的である。

### 出棺時

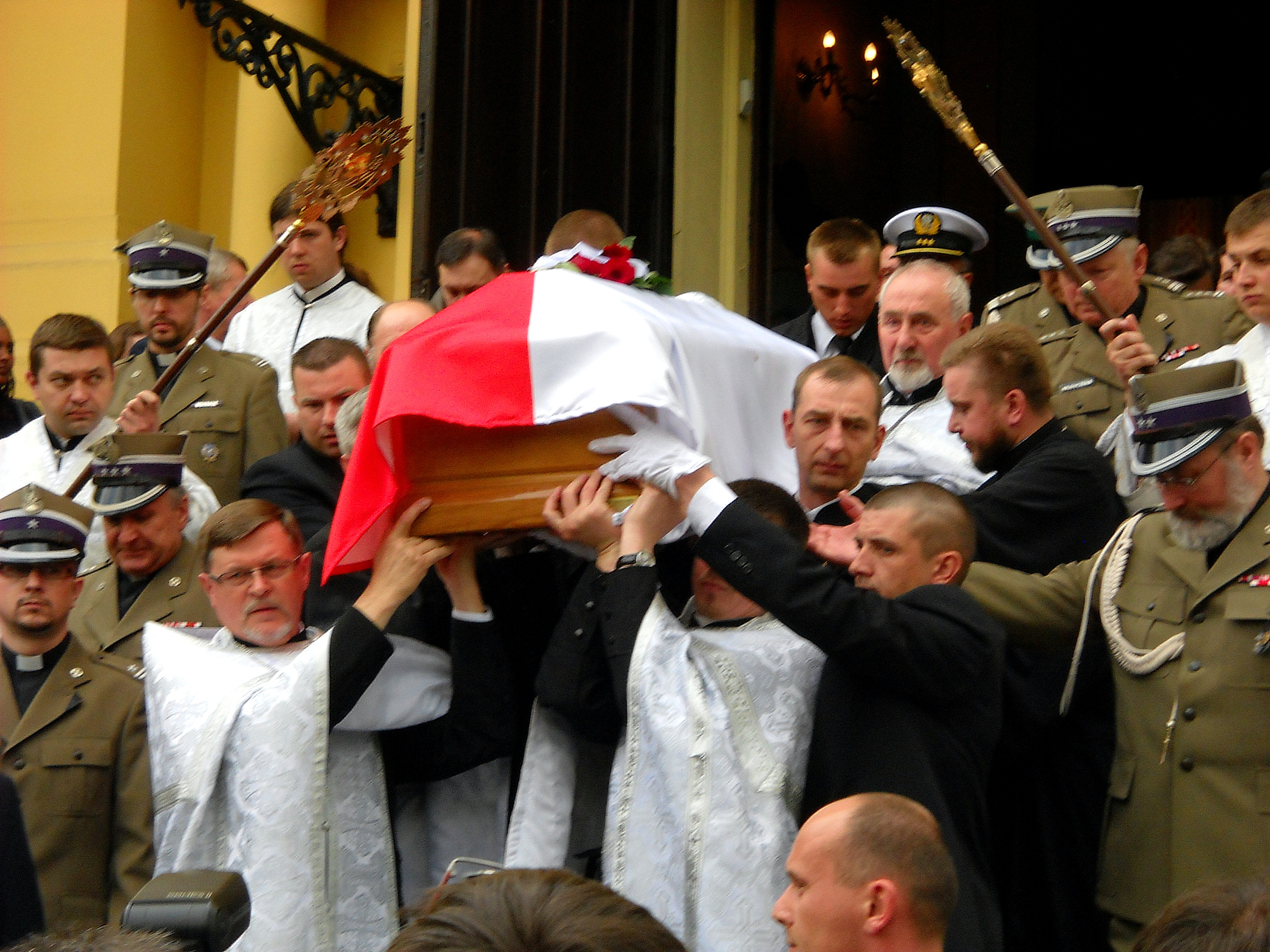
ポーランド空軍Tu-154墜落事故で犠牲になったミロン大主教の埋葬式終了後、聖堂から出棺する場面。神品 (正教会の聖職)・教衆は白い祭服を着用している。左右から掲げられているのはリピタ。ミロン大主教はポーランド陸軍の牧会を担当していたため、棺の周りに多数の軍人が付き添っている。（2010年4月、ポーランド正教会）

正教会の埋葬は土葬が基本であるが、日本正教会では墓地埋葬法等の諸々の事情により、止むを得ず火葬が一般的となっている。
聖堂から火葬場へ向う出棺時、聖堂から霊柩車まで親族や親しい人々が棺を担ぐ。その際には詠隊（聖歌隊）が聖三祝文：「聖天主（せいてんしゅ）、聖勇毅（せいゆうき）、聖常生なる主（せいじょうせいなるしゅ）、我等を憐れめよ。」と歌いながら先導する。ロシア正教会などでは聖堂での埋葬式が終わった際にそのまま墓場まで棺を運ぶ事が多く、墓場まで継続して詠隊がこの聖歌を歌いながら先導する事が多いが、日本では大体が霊柩車に納めるまで歌われるケースが殆どである。
なお、日本正教会の府主教座教会である東京復活大聖堂（ニコライ堂）をはじめとして、出棺時に普段とは異なる埋葬式専用の旋律で鐘をつく習慣を有する教会がある。

### その後の奉事
埋葬式と火葬が終わると、パニヒダと呼ばれる奉事が行われる（パニヒダの終結部から抜き出したリティヤと呼ばれる短い形式に代えられることもある）。火葬が終わった直後にも行われる事が多い。また、教会で奨励される時期に適宜、パニヒダを行う事が勧められている。